# OCN 토일 드라마
OCN 토일 드라마는 오리지널 시리즈 중 토요일부터 일요일 오후 10시 30분에 방영되는 TV 드라마이다.
처음에는 주말드라마 시간대에 일정하지 못하는 요일 위주로 편성되는 드라마인 금요 드라마까지 포함되었으나 2017년 1월 14일 《보이스》부터는 토요일과 일요일로 굳어졌다.

## 방송 시간
| 방송 채널 | 방송 기간                           | 방송 시간                    | 비고        |
| --------- | ----------------------------------- | ---------------------------- | ----------- |
| OCN       | 2006년 7월 21일 ~ 2006년 8월 18일   | 금요일 밤 11시               |             |
| OCN       | 2006년 11월 11일 ~ 2006년 12월 29일 | 토요일 · 일요일 밤 10시      |             |
| OCN       | 2010년 8월 10일 ~ 2010년 12월 10일  | 금요일 밤 10시               |             |
| OCN       | 2011년 6월 10일 ~ 2011년 8월 26일   | 금요일 밤 12시               |             |
| OCN       | 2011년 10월 2일 ~ 2012년 12월 18일  | 일요일 밤 11시               |             |
| OCN       | 2011년 11월 18일 ~ 2012년 1월 13일  | 금요일 밤 12시               | 금요일 신설 |
| OCN       | 2013년 3월 1일 ~ 2013년 5월 3일     | 금요일 밤 11시               |             |
| OCN       | 2013년 4월 14일 ~ 2015년 2월 1일    | 일요일 밤 11시               |             |
| OCN       | 2014년 10월 4일 ~ 2015년 5월 30일   | 토요일 밤 11시               | 토요일 신설 |
| OCN       | 2015년 6월 20일 ~ 2015년 8월 9일    | 토요일 · 일요일 밤 11시      |             |
| OCN       | 2015년 8월 23일 ~ 2015년 10월 18일  | 일요일 밤 11시               |             |
| OCN       | 2016년 1월 23일 ~ 2016년 3월 20일   | 토요일 · 일요일 밤 11시      |             |
| OCN       | 2016년 3월 27일 ~ 2016년 6월 12일   | 일요일 밤 11시               |             |
| OCN       | 2016년 6월 17일 ~ 2016년 8월 6일    | 금요일 · 토요일 밤 11시      |             |
| OCN       | 2017년 1월 14일 ~ 2017년 6월 3일    | 토요일 · 일요일 밤 10시      |             |
| OCN       | 2017년 6월 10일 ~ 2019년 8월 25일   | 토요일 · 일요일 밤 10시 20분 |             |
| OCN       | 2019년 8월 31일 ~ 2019년 12월 1일   | 토요일 · 일요일 밤 10시 30분 |             |
| OCN       | 2020년 2월 1일 ~ 2022년 7월 24일    | 토요일 · 일요일 밤 10시 50분 |             |

## 작품 리스트[1][2]

### 2000년대

#### 2006년
- 《코마》 : 2006년 7월 21일 ~2006년 8월 18일 (금요일 밤 11시)
- 《썸데이》 : 2006년 11월 11일 ~ 2006년 12월 29일 (토요일, 일요일 밤 10시)

### 2010년대

#### 2010년
- 《신의 퀴즈 시즌 1》 : 2010년 8월 10일 ~ 2010년 12월 10일 (금요일 밤 10시)
- 《야차》 : 2010년 12월 10일 ~ 2011년 2월 25일 (여기서부터 금요일 밤 12시)

#### 2011년
- 《신의 퀴즈 시즌 2》 : 2011년 6월 10일 ~ 2011년 8월 26일
- 《뱀파이어 검사 시즌 1》 : 2011년 10월 2일 ~ 2011년 12월 18일 (일요일 밤 11시)
- 《특수사건 전담반 TEN 시즌 1》 : 2011년 11월 18일 ~ 2012년 1월 13일 (금요일 밤 12시)

#### 2012년
- 《히어로》 : 2012년 3월 18일 ~ 2012년 5월 13일 (여기서부터 일요일 밤 11시)
- 《신의 퀴즈 시즌 3》 : 2012년 5월 20일 ~ 2012년 8월 12일
- 《뱀파이어 검사 시즌 2》 : 2012년 9월 9일 ~ 2012년 11월 18일

#### 2013년
- 《더 바이러스》 : 2013년 3월 1일 ~ 2013년 5월 3일 (금요일 밤 11시)
- 《특수사건 전담반 TEN 시즌 2》 : 2013년 4월 14일 ~ 2013년 6월 30일 (해당 드라마부터 일요일 밤 11시)

#### 2014년
- 《귀신 보는 형사 처용 시즌 1》 : 2014년 2월 9일 ~ 2014년 4월 6일
- 《신의 퀴즈 시즌 4》 : 2014년 5월 18일 ~ 2014년 8월 3일
- 《리셋》 : 2014년 8월 24일 ~ 2014년 10월 26일
- 《나쁜 녀석들》 : 2014년 10월 4일 ~ 2014년 12월 13일 (토요일 밤 10시)
- 《닥터 프로스트》 : 2014년 11월 23일 ~ 2015년 2월 1일 (일요일 밤 11시)

#### 2015년
- 《실종느와르 M》 : 2015년 3월 28일 ~ 2015년 5월 30일 (토요일 밤 11시)
- 《아름다운 나의 신부》 :2015년 6월 20일 ~ 2015년 8월 9일 (토요일, 일요일 밤 11시)
- 《귀신 보는 형사 처용 시즌 2》 : 2015년 8월 23일 ~ 2015년 10월 18일 (일요일 밤 11시)

#### 2016년
- 《동네의 영웅》 : 2016년 1월 23일 ~ 2016년 3월 20일 (토요일, 일요일 밤 11시)
- 《뱀파이어 탐정》 : 2016년 3월 27일 ~ 2016년 6월 12일 (일요일 밤 11시)
- 《38사기동대》 : 2016년 6월 17일 ~ 2016년 8월 6일 (금요일, 토요일 밤 11시)

#### 2017년
- 《보이스》 : 2017년 1월 7일 ~ 2017년 2월 26일 (여기서부터 토요일, 일요일 밤 10시)
- 《터널》 : 2017년 3월 4일 ~ 2017년 4월 30일
- 《듀얼》 : 2017년 5월 6일 ~ 2017년 7월 2일
- 《구해줘》 : 2017년 7월 8일 ~ 2017년 8월 27일
- 《블랙》 : 2017년 9월 9일 ~ 2017년 10월 29일
- 《나쁜 녀석들 : 악의 도시》 : 2017년 11월 4일 ~ 2017년 12월 31일

#### 2018년
- 《작은 신의 아이들》 : 2018년 1월 6일 ~ 2018년 3월 4일
- 《미스트리스》 : 2018년 3월 10일 ~ 2018년 4월 29일
- 《라이프 온 마스》 : 2018년 5월 5일 ~ 2018년 7월 1일
- 《보이스 2》 : 2018년 7월 7일 ~ 2018년 8월 26일
- 《플레이어》 : 2018년 9월 8일 ~ 2018년 10월 28일
- 《프리스트》 : 2018년 11월 10일 ~ 2018년 12월 30일

#### 2019년
- 《트랩》 : 2019년 1월 5일 ~ 2019년 3월 3일 (드라마틱 시네마로 방송됨)
- 《킬잇》 : 2019년 3월 9일 ~ 2019년 4월 28일
- 《보이스 3: 공범들의 도시》 : 2019년 5월 4일 ~ 2019년 6월 30일
- 《왓쳐》 : 2019년 7월 6일 ~ 2019년 9월 1일
- 《타인은 지옥이다》: 2019년 9월 7일 ~ 2019년 10월 27일 (드라마틱 시네마로 방송됨)
- 《모두의 거짓말》: 2019년 11월 9일 ~ 2019년 12월 29일

### 2020년대

#### 2020년
- 《본 대로 말하라》: 2020년 2월 1일 ~ 2020년 3월 22일
- 《루갈》: 2020년 3월 28일 ~ 2020년 5월 17일
- 《번외수사》: 2020년 5월 23일 ~ 2020년 6월 28일 (드라마틱 시네마로 방송됨)
- 《트레인》: 2020년 7월 11일 ~ 2020년 8월 16일
- 《미씽: 그들이 있었다》: 2020년 8월 29일 ~ 2020년 10월 11일
- 《써치》: 2020년 10월 17일 ~ 2020년 11월 15일 (드라마틱 시네마로 방송됨)
- 《경이로운 소문》: 2020년 11월 28일 ~ 2021년 1월 24일

#### 2021년
- 《타임즈》: 2021년 2월 20일 ~ 2021년 3월 28일
- 《다크홀》: 2021년 4월 30일 ~ 2021년 6월 5일 (드라마틱 시네마로 방송됨. 금요일, 토요일 편성변경 오후 10시 50분)
- 《키마이라》: 2021년 10월 30일 ~ 2021년 12월 19일

#### 2022년
- 《우월한 하루》: 2022년 3월 13일 ~ 2022년 5월 1일
- 《돼지의 왕》: 2022년 6월 19일 ~ 2022년 7월 24일

## 같이 보기
- TV 조선 토일 드라마
- 채널 A 토일 드라마
- MBN 토일 드라마
- tvN 토일 드라마